# Belvís de Monroy
Belvís de Monroy település Spanyolországban, Cáceres tartományban. Belvís de Monroy Almaraz, Saucedilla, Millanes, Valdehúncar, Mesas de Ibor és Valdecañas de Tajo községekkel határos. Lakosainak száma 743 fő (2024).

## Népesség
A település népessége az elmúlt években az alábbi módon változott:
| Lakosok száma | 618  | 616  | 701  | 670  | 656  | 638  | 642  | 725  | 745  | 743  |
|               | 2001 | 2004 | 2006 | 2009 | 2011 | 2014 | 2016 | 2019 | 2021 | 2024 |